# Załawie
Załawie [pronunciación en polaco: /zaˈwavjɛ/] es un pueblo ubicado en el distrito administrativo de Gmina Żytno, dentro del condado de Radomsko, Voivodato de Łódź, en el centro de Polonia. Se encuentra a unos 2 kilómetros al sur de Żytno, a 21 kilómetros al sureste de Radomsko, y a 97 kilómetros al sur de la capital regional Łódź.